# Popillia macgregori
Popillia macgregori är en skalbaggsart som beskrevs av Ohaus 1910. Popillia macgregori ingår i släktet Popillia och familjen Rutelidae. Inga underarter finns listade i Catalogue of Life.